# Düsum Khyenpa
Düsum Kheynpa (1110-1193) var en tibetansk lama som grundade Karma-Kagyü-skolan inom den tibetanska buddhismen och som erkänns som den förste Karmapa.
Vid sin död förklarade Düsum Khyenpa att han skulle reinkarneras som sin egen efterträdare. Detta anses ha lagt grunden för traditionen med reinkarnerade lamor i den tibetanska buddhismen och Karma-kagyü-linjen av reinkarnerade lamor har fortsatt in i våra dagar.